# George Adams (Musiker)

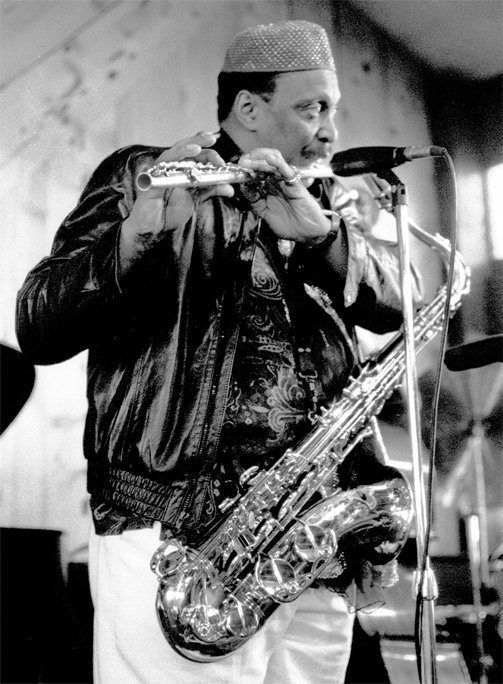
George Adams (1988)

George Rufus Adams (* 29. April 1940 in Covington, Georgia; † 14. November 1992 in New York City) war ein US-amerikanischer Jazzmusiker (Tenorsaxophon, Flöte, Gesang, Komposition) und Vertreter des Modern Creative Stils.

## Leben und Wirken
Adams begann als Elfjähriger auf dem Piano und begleitete schon bald den Kirchenchor. In der Schule kam das Saxophon dazu, auf dem er mit High-School-Bands auftrat und Rhythm 'n' Blues und Funk in einem Nightclub spielte, in dem auch Bluesmusiker wie Howlin’ Wolf und Lightnin’ Hopkins auftraten. Er absolvierte ein Musikstudium als Stipendiat am Clark College. 1961 war er mit dem Bluessänger Sam Cooke unterwegs. Zwei Jahre später zog er nach Ohio, wo er mit Orgelbands arbeitete. 1966 war er mit der Band des Organisten Hank Marr, zu der auch James Blood Ulmer gehörte, auf Europa-Tournee. Ab 1968 arbeitete er in New York mit Roy Haynes, Gil Evans (There Comes a Time) und Art Blakey. Zwischen 1973 und 1976 gehörte er zum Quintett von Charles Mingus, mit dem er die Alben Mingus at Carnegie Hall, Changes One/Two und Cumbia & Jazz Fusion aufnahm. Anschließend arbeitete er wieder mit dem Gil Evans Orchestra, aber auch bei McCoy Tyner. 1978 trat er auf dem Frankfurter Jazzfestival gemeinsam mit Archie Shepp und Heinz Sauer auf. Ab 1979 spielte er mit seinen ehemaligen Mingus-Kollegen Don Pullen und Dannie Richmond sowie dem Bassisten Cameron Brown regelmäßig in einem außerordentlichen Quartett, das alle namhaften Festivals in Europa und den USA bespielte. Gelegentlich trat er auch mit Blood Ulmer und der Free-Funk-Band Phalanx sowie mit der Mingus Dynasty auf. 1990, bei der (posthumen) Premiere von Mingus’ großorchestralem Werk Epitaph war Adams einer der maßgeblichen Solisten. Seine Gesundheit verschlechterte sich 1991 aufgrund eines Krebsleidens zusehends; trotz Atemnot trat er aber bis 1992 weiter mit einer eigenen Band, aber auch mit der Mingus Dynasty auf.
Das Spiel von Adams zeichnete sich, trotz der harmonischen und linearen Freiheit eines Nach-Coltrane-Tenoristen durch die stimmliche Modulation und Kraft von Blues und Gospel aus. Als Sänger konzentrierte er sich auf ein Bluesrepertoire von wenigen, allerdings hervorragend interpretierten Stücken mit eigenen, ironischen Texten.

## Diskografie
- 1975: Jazz a confronto (Horo)
- 1975: Suite for Swingers (Horo)
- 1979: Sound Suggestions (ECM)
- 1979: Don’t Lose Control (Soul Note)
- 1979: Paradise Space Shuttle (Timeless)
- 1980: Hand to Hand (Soul Note)
- 1981: Life Line (Timeless)
- 1982: Melodic Excursions (Timeless)
- 1983: Gentleman’s Agreement (Soul Note)
- 1983: City Gates (Timeless)
- 1983: Live at the Village Vanguard, Vol. 2 (Soul Note)
- 1984: Decisions (Timelesse)
- 1984: More Sightings (live), (Enja)
- 1985: Live at Montmarte (Timeless)
- 1986: Breakthrough (Blue Note)
- 1988: Nightingale (Blue Note)
- 1989: Forever Lovers (Alfa)
- 1989: America (Blue Note)
- 1991: Old Feeling (Blue Note)